# Cerbalus aravaensis
Cerbalus aravaensis este o specie nouă, descoperită în 2010, în nisipurile Samar, Arava, din sudul Israelului. Lungimea păianjenului este de 15 cm, inclusiv picioarele. Este o specie nocturnă, își sapă galerii subterane. Intrarea în galerie este acoperită de o trapă confecționată din particule de nisip și mătase, aceasta oferindu-i și un camufalaj. Este activ în lunile calde de vară. În prezent, efectivul acestei specii este pus în pericol din cauza extinderii zonelor destinate agriculturii și a carierelor de nisip.